# Gare d'Espéraza
La gare d'Espéraza est une gare ferroviaire française de la ligne de Carcassonne à Rivesaltes, située sur le territoire de la commune d'Espéraza, dans le département de l'Aude en région Occitanie. 
Elle est mise en service en 1878 par la Compagnie des chemins de fer du Midi.
C'est une halte voyageurs de la Société nationale des chemins de fer français (SNCF), desservie par des trains TER Occitanie.

## Situation ferroviaire
Établie à 243 mètres d'altitude, la gare d'Espéraza est située au point kilométrique (PK) 392,349 de la ligne de Carcassonne à Rivesaltes, entre les gares de Couiza - Montazels et de Campagne.

## Histoire
La Compagnie des chemins de fer du Midi, concessionnaire du chemin de fer de Carcassonne à Quillan, met en service le tronçon de Carcassonne à Limoux le 15 juillet 1876. La gare d'Espéraza est mise en service lors de l'ouverture du tronçon de Limoux à Quillan le 1er juillet 1878.

## Fréquentation
De 2015 à 2023, selon les estimations de la SNCF, la fréquentation annuelle de la gare s'élève aux nombres indiqués dans le tableau ci-dessous.
| Année               | 2015 | 2016 | 2017 | 2018 | 2019 | 2020 | 2021 | 2022 | 2023 |
| ------------------- | ---- | ---- | ---- | ---- | ---- | ---- | ---- | ---- | ---- |
| Nombre de voyageurs | 335  | 369  | 440  | 322  | 630  | 387  | 637  | 975  | 426  |

## Service des voyageurs

### Accueil
Arrêt Routier 

### Desserte
Espéraza était desservie par des trains TER Occitanie qui effectuent des missions entre les gares de Carcassonne et Quillan.

### Intermodalité
Un parking pour les véhicules est aménagé. Des cars TER Occitanie complètent la desserte de la gare avec ses lignes de Carcassonne à Quillan et de Limoux à Quillan.